# WSB Be 4/4 (09-14)
De Be 4/4 is een elektrisch treinstel bestemd voor het regionaal personenvervoer van de Wynental en Suhrentalbahn (WSB).

## Geschiedenis
De treinen werden bij Schweizerische Wagon- und Aufzugfabrik (SWS), SIG Holding uit Neuhausen en Brown, Boveri & Cie uit Baden ontworpen en gebouwd ter vervanging van treinen van een ouder type namelijk Be 4/4.

## Constructie en techniek
Het treinstel is opgebouwd uit een stalen frame. Deze treinen kunnen tot drie stuks gecombineerd rijden.

## Treindiensten
De treinen werden door Wynental en Suhrentalbahn (WSB) ingezet op het traject:
- Spoorlijn Aarau - Schöftland, Suhrentalbahn
- Spoorlijn Aarau - Menziken, Wynentalbahn